# Thomas Savundaranayagam
Thomas Emmanuel Savundaranayagam (ur. 13 lipca 1938 w Kayts) – lankijski duchowny rzymskokatolicki, w latach 1992-2015 biskup Jaffny.

## Życiorys
Święcenia kapłańskie przyjął 21 grudnia 1963. 24 stycznia 1981 został prekonizowany biskupem Mannar. Sakrę biskupią otrzymał 30 lipca 1981. 6 lipca 1992 został mianowany biskupem Jaffny. 13 października 2015 przeszedł na emeryturę.